# Chevy Chase Section Three
Chevy Chase Section Three é uma aldeia localizada no estado americano de Maryland, no Condado de Montgomery.

## Demografia
Segundo o censo americano de 2000, a sua população era de 773 habitantes.
Em 2006, foi estimada uma população de 785, um aumento de 12 (1.6%).

## Geografia
De acordo com o United States Census Bureau tem uma área de 0,3 km², dos quais 0,3 km² cobertos por terra e 0,0 km² cobertos por água.

## Localidades na vizinhança
O diagrama seguinte representa as localidades num raio de 4 km ao redor de Chevy Chase Section Three.